# オープンジョー

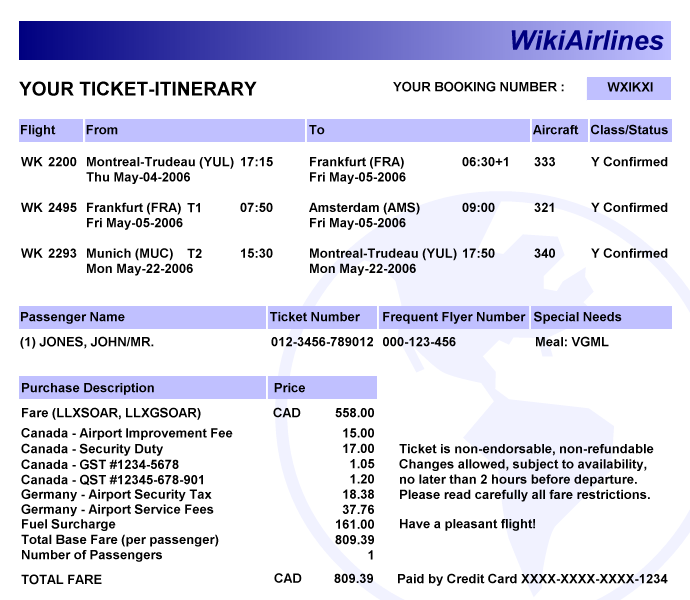
オープンジョーの電子航空券控えの例
（from Montreal to Amsterdam, and returning from Munich）

オープンジョー（英: open-jaw）とは往復・周回航空券のうち、往路と復路の発着地が片方、または両方別の地点（空港）となる航空券のことを指す。和訳すると「開いた顎」となり、航路がそのような形になることからつけられた。
この場合、航空券に含まれていない区間（サーフェイス（Surface））の運送（陸運、海運、空運）の代金は搭乗客が別途支払うことになる。

## オープンジョーの種類
- シングルオープンジョー 往路と復路の発着地のうち、いずれか片方が別地点となる航空券
例1 往路：成田（東京）－ケネディ（ニューヨーク）　・　＜ニューヨークからワシントンまで移動＞　・　復路：ダレス（ワシントン）－成田（東京）
例2 往路：関西（大阪）－浦東（上海）　・　復路：浦東（上海）－中部（名古屋）
文脈によってはオープンジョーといった場合、このパターン、特に往路の到着地と復路の出発地が異なる場合のみを指して用いていることがある。
- ダブルオープンジョー 往路と復路の発着地が、双方とも異なる航空券
例 往路：成田（東京）－ドゴール（パリ）　・　＜パリからロンドンまで移動＞　・　ヒースロー（ロンドン）－関西（大阪）

## 運賃
普通運賃の場合、以前は同一国内（北米など例外はあり）を発着地としない場合は往復と看做さなかったため、往復の出発地と到着地が別の国となる場合、オープンジョーの区間も航空機を用いたとしてマイルを通算するみなし計算を行う場合があったが、規則改正によりオープンジョーを用いた運賃区間が2旅程であり、かつ地上輸送機関（サーフェイス）の距離が往復の運賃区間の短距離にあたるものより短くならない場合に限って、国が分かれていても往復として計算が可能となった。
サーフェイス部分で往路と復路に分け、1/2直行往復運賃(HRT)で計算する。
なお、サーフェイス部分も運賃計算（および旅程中の搭乗回数）に入れる場合もある。
正規割引運賃や格安航空券の場合、オープンジョーに関してはストップオーバー（途中降機）同様に制限がかけられていることがある。